# Altmark Festspiele

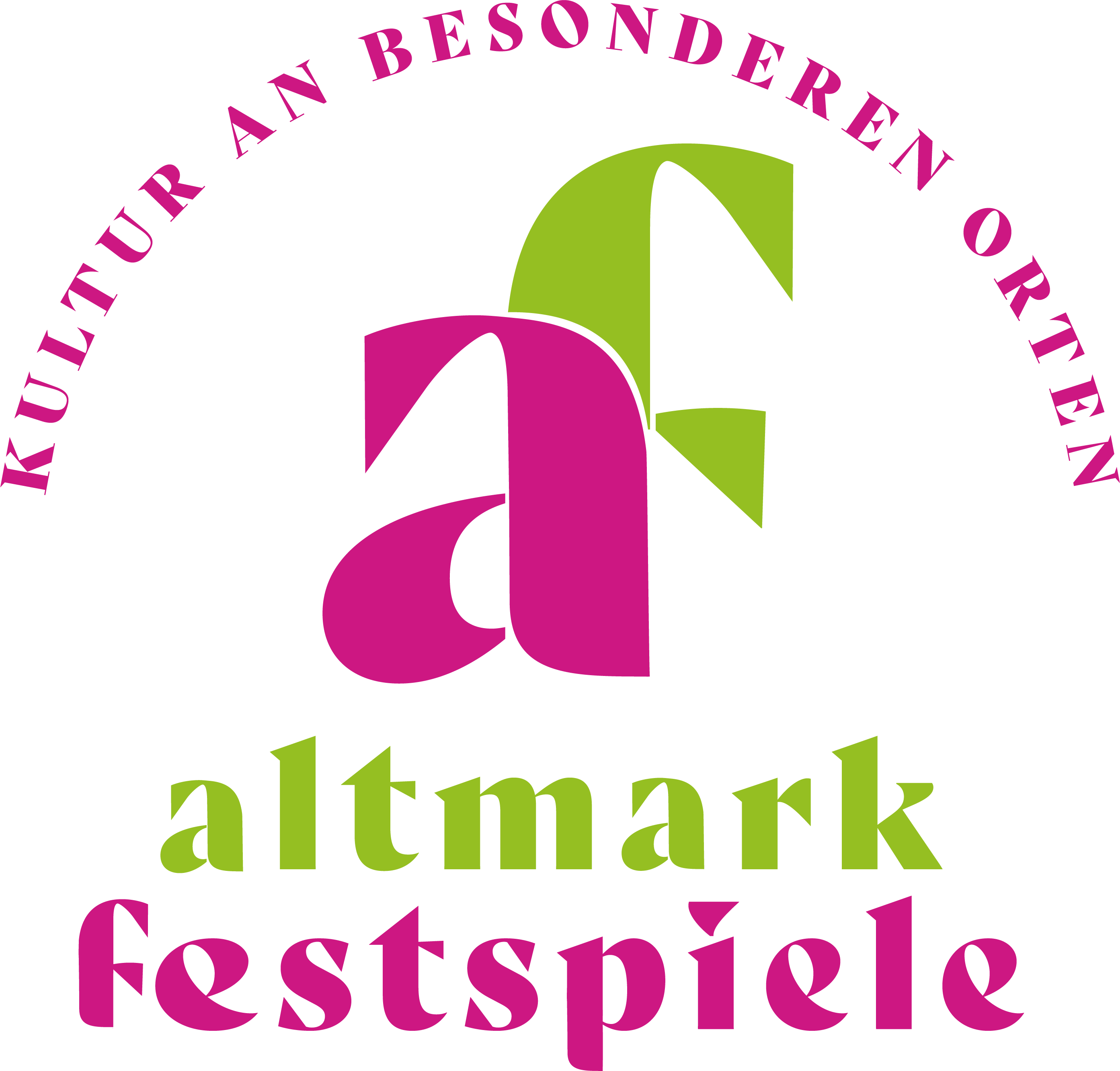

Die Altmark Festspiele finden seit 2014 in der Region Altmark im Norden des Bundeslandes Sachsen-Anhalt statt. Unter dem Motto „Kultur an besonderen Orten“ treten Künstler an besonderen und außergewöhnlichen Spielstätten statt. In Herrenhäusern, Scheunen, Feldsteinkirchen, Schlössern, Rinderställen, Fabrikhallen und Burgruinen finden Konzerte und Lesungen statt. 

## Geschichte und Leitung
Bis Ende 2016 lag die Trägerschaft der Altmark Festspiele bei der von Hasso von Blücher gegründeten „Stiftung Zukunft Altmark“ mit Sitz auf Gut Zichtau. 2015 gab es 42 Veranstaltungen. 2016 konnte eine weitere Steigerung der Konzert- und Besucherzahlen erreicht werden. Am 21. Februar 2017 wurde die Altmark Festspiele gGmbH von sieben Unternehmern der Altmark gegründet. Der neue Sitz der Festspiele ist in der Hansestadt Gardelegen. Der Dirigent und Komponist Reinhard Seehafer wurde zum Intendanten berufen. Gemeinsam mit ihm leitet Michael Pohl als Kaufmännischer Direktor die Festspiele. Schirmherr der Festspiele war von 2014 bis zu seinem Tode 2016 der ehemalige Bundesaußenminister Hans-Dietrich Genscher. Seit Herbst 2017 ist Oskar Prinz von Preußen, Herrenmeister des Johanniterordens, neuer Schirmherr der Festspiele.

## Veranstaltungszeiten
Die Veranstaltungen der Altmark Festspiele finden jährlich von Mai bis September (2024 vom 25. Mai bis 7. September) statt. Die Frühlingskonzertreihe im März und April, die Winterkonzertreihe von Dezember bis Januar sowie das Bildungsprogramm Klangspuren und die Katharinenkonzerte in sozialen Einrichtungen sind weitere wichtige Säulen des Festspieljahres.

## Spielstätten
- Apenburg, Kirche St. Johannis Baptistae
- Apenburg, Burg Apenburg
- Arendsee (Altmark)
- Arendsee (Altmark), Festscheune Hotel Deutsches Haus
- Arneburg, Neue Fertigungshalle der AMS GmbH
- Berge (Gardelegen), Dorfkirche Berge (Gardelegen)
- Birkholz (Tangerhütte), Rittergut Birkholz
- Diesdorf, Freilichtmuseum Diesdorf
- Döbbelin (Stendal), Gutshaus Döbbelin
- Gardelegen, Marienkirche (Gardelegen)
- Gardelegen, Rathaussaal
- Gardelegen, Schützenhaus
- Gardelegen, Kloster Neuendorf
- Goldbeck, Zuckerfabrik
- Havelberg, St. Marien (Havelberg)
- Hohengrieben
- Ipse, Dorfkirche
- Kalbe (Milde), Buchsbaumgarten Schloss Goßler
- Karow (Jerichow), Gutshaus Karow (Jerichow)
- Klötze, Algenfarm Roquette
- Krevese, Herrenhaus Krevese
- Letzlingen, Schlosskirche Letzlingen
- Letzlingen, Jagdschloss Letzlingen
- Lindstedt, Gutshof Lindstedt
- Oebisfelde, Nicolaikirche (Oebisfelde)
- Salzwedel, Kunsthaus
- Salzwedel, Marienkirche (Salzwedel)
- Salzwedel, Johann-Friedrich-Danneil-Museum
- Schenkenhorst (Gardelegen), Kirche
- Schönhausen (Elbe), Kirche
- Stendal, Stadtsee
- Stendal, St. Marien (Stendal)
- Stendal, Musikforum Katharinenkirche
- Tangermünde, St. Stephan (Tangermünde)
- Tangermünde, Königin Luise Saal
- Welle, Gut Welle
- Wittenmoor, Herrenhaus und Strohballenarena
- Zichtau, Gut Zichtau

## Themenschwerpunkte
- 2014 Ouvertüre
- 2015 Böhmen und Mähren
- 2016 „Friede ist Freiheit in Ruhe“ (Cicero)
- 2017 „Und leucht’ stark in die Lande“ (Martin Luther)
- 2018 Altmark ... Du Schöne!
- 2019 "Traum der Vernunft"
- 2020 "In besseren Welten"
- 2021 "In besseren Welten II"
- 2022 "Sehnsucht nach Licht"
- 2023 "Wo soll ich fliehen hin"
- 2024 "Zeit zur Reife"

## Klangspuren
Das Projekt „Klangspuren“ ist das kulturelle Bildungsprogramm der Altmark Festspiele für Kinder und Jugendliche – dies spiegelt sich auch im Logo der Altmark Festspiele wider. Neben „Babykonzerten“ und dem Programm „Sternentänzer“ mit Musik und Tanz für Vorschulkinder werden kostenfreie Schulkonzerte in verschiedenen Besetzungen angeboten. 

## Katharinenkonzerte
Die Katharinenkonzerte bringen Menschen Musik nahe, die aufgrund ihrer Lebensumstände nicht in der Lage sind, Konzerte in öffentlichen Einrichtungen zu erleben wie z. B. in Krankenhäusern, Altersheimen, Reha-Kliniken oder anderen sozialen Einrichtungen. Namenspatronin ist die heilige Katharina von Alexandrien, die zu den sogenannten Virgines capitales, den 4 großen heiligen Jungfrauen sowie zu den heiligen 14 Nothelfern gehört.